# Stazione di Schierke
La stazione di Schierke è una stazione ferroviaria tedesca, posta sulla linea linea del Brocken. Serve il centro abitato di Schierke, frazione della città di Wernigerode.

## Storia
La stazione, che si trova a un'altezza di 687 metri sul livello del mare, è stata inaugurata il 20 giugno 1898 e da allora è sempre stata utilizzata come stazione ferroviaria. Con il completamento della linea fino al Brocken, il 4 ottobre 1898, i treni per la montagna più alta della Germania settentrionale, utilizzati prevalentemente dai turisti, facevano scalo alla stazione di Schierke. Poiché la stazione di Brocken non era servita in inverno a causa delle forti nevicate, i treni facevano sempre capolinea a Schierke dal 16 ottobre al 29 aprile. Solo nella primavera del 1950, in occasione dei Campionati tedeschi di sport invernali, i treni raggiunsero il Brocken anche in inverno.
A causa della posizione del Brocken nella zona di confine tra la Germania dell'Ovest e la Germania dell'Est, il tratto ferroviario del Brocken tra Schierke e la stazione di Brocken fu chiuso al pubblico dal 13 agosto 1961. La ferrovia e la stazione furono quindi utilizzate solo per scopi militari o dalla popolazione locale. 
Dopo la riunificazione della Germania del 1989, la linea del Brocken è stata ispezionata e riparata e la stazione di Schierke è stata nuovamente utilizzata per il suo scopo originario.

## Descrizione
La stazione si trova appena sopra il villaggio di Schierke, nel territorio del Parco Nazionale dello Harz. Le sue strade di accesso sono chiuse ai veicoli a motore privati. I taxi, i veicoli per le consegne e i veicoli con autorizzazione speciale, ad esempio per gli ospiti dell'Hotel Brocken, sono ammessi, ma non possono arrivare fino alla stazione. Nell'edificio della stazione si trovano un ristorante e un negozio di biglietti e souvenir gestito dalle Ferrovie a scartamento ridotto dell'Harz. Nel piazzale della stazione c'è un chiosco mobile per il take-away. La stazione è servita regolarmente solo da treni a vapore delle ferrovie a scartamento ridotto dell'Harz. Poco più a nord si trova la formazione rocciosa della Feuersteinklippe.